# جیم رتمان
رویال ریچارد رَتمان (انگلیسی: Royal Richard Rathmann؛ زادهٔ ۱۶ ژوئیهٔ ۱۹۲۸ در آلهامبرا، کالیفرنیا، درگذشتهٔ ۲۳ نوامبر ۲۰۱۱ در ملبورن، فلوریدا) رانندهٔ مسابقات اتومبیل‌رانی اهل ایالات متحده آمریکا بود که در فصل ۱۹۵۰، و دوباره از فصل ۱۹۵۲ تا ۱۹۶۰ در مجموع در ۱۰ گراند پری از مسابقات جهانی فرمول یک شرکت کرد.
رتمان، که در سن ۱۶ سالگی برای شرکت در مسابقات از هویت برادر بزرگترش دیک رتمان استفاده کرد، در طول دوران فعالیت خود در فرمول یک در ۲ مسابقه موفق شد سریع‌ترین زمان طی یک دور پیست را به نام خود ثبت کند. او در این مسابقات ۴ بار بر روی سکو رفت، مجموعاً ۱ بار به پیروزی دست یافت و ۲۹ امتیاز را به نام خود به‌ثبت رساند.
رتمان در ۲۳ نوامبر ۲۰۱۱ بر اثر ابتلای ناگهانی به بیماری در ملبورن، فلوریدا درگذشت.